# Anisocapparis speciosa
Anisocapparis speciosa là một loài thực vật có hoa trong họ Capparaceae. Loài này được (Griseb.) Cornejo & Iltis mô tả khoa học đầu tiên năm 2008.